# Kathy Howard
Doris Katherine Howard (Plainview, 21 de junho de 1958) é uma ex-ginasta estadunidense, que competiu em provas de ginástica artística.
Kathy fez parte da equipe estadunidense que disputou os Jogos Pan-americanos da Cidade do México, no México. Neles, foi membro da seleção pentacampeã por equipes, ao superar as canadenses. Individualmente, subiu ao pódio ainda no solo, como medalhista de prata, após ser superada pela compatriota Ann Carr. Ao longo da carreira, competiu no Jogos Olímpicos de Montreal, no Canadá, em 1976, nos quais não subiu ao pódio.